# Geoff Travis
Geoff Travis (né le 2 février 1952 à Stoke Newington) est le fondateur du label anglais Rough Trade Records et de la chaîne de magasins de disque du même nom.

## Biographie
Diplômé de Cambridge, il fit un voyage aux États-Unis à la fin de ses études et acheta quantité de disques qu'il expédia à Londres, lesquels additionnés à un stock acheté à un disquaire en faillite, lui permirent d'ouvrir un magasin en février 1976 vers Ladbroke Grove dans le quartier londonien de Notting Hill.
D'après Simon Reynolds (p.142), il initia les accords "P&D" (pressage et distribution), où le distributeur avance l'argent aux groupes pour l'enregistrement et la fabrication des disques en échange des droits de distribution.
Rough Trade devint un label en février 1978 en sortant Paris Maquis, le 45 tours du groupe français Métal Urbain et initiant cette fois-ci les contrats "mono-disque à 50/50" (soit un accord verbal et un partage des bénéfices éventuels moitié-moitié entre le label et le groupe, une fois les frais du label payés). En 1982, le magasin fut séparé des autres activités.
Sans expérience d'ingénieur du son, Geoff Travis produisit et coproduisit certains des disques du label.
Il créa The Cartel, un réseau de distributeurs indépendants des grandes maisons de disques, en s'associant avec le label Small Wonder et un ensemble de labels régionaux.
Après que, en juin 1991, Rough Trade Distribution soit liquidé et que le groupe Rough Trade Group éclate, le label dut être liquidé aussi pour payer les dettes de la distribution, Rough Trade Publishing devint la propriété de Peter Walmsley et Cathi Gibson qui s'occupaient de Rough Trade Music dans le Rough Trade Group. Travis lança alors le label Rough Trade 2 avec le label One Little Indian.
Rough Trade Shops existe toujours, mais sans la participation de Travis. Le label Rough Trade a été relancé en 2000.
Travis cofonda aussi Blanco y Negro en 1983, une structure indépendante mais logée dans le giron de WEA (Avec Everything but the Girl, The Jesus and Mary Chain, The Dream Academy, Catatonia, The Veils). Il fut le manager de musiciens comme Pulp ou Beth Orton, Ultrasound et The Chicks. Il dirigea une filiale d'Island Records, Trade 2 (1996–1997)